# CE Jenlai
CE Jenlai, beter bekend als K Esports Club Esportiu Jenlai omwille van sponsorredenen, is een Andorrese voetbalclub uit Escaldes-Engordany.
Het team bestaat bijna uitsluitend Zuid-Amerikanen, hoofdzakelijk Peruvianen, en werd in 2008 opgericht als Atlètic Amèrica. Dat jaar al werd de huidige naam aangenomen. De club participeerde in de Lliga de Segona Divisió, de 2de voetbalklasse van Andorra waaruit het in 2011 degradeerde. In 2013 keerde Jenlai terug op het tweede niveau. In 2016 promoveerde de club voor het eerst naar de hoogste klasse maar degradeerde meteen weer.

## Erelijst
- Segona Divisió

Winnaar (1): 2016
- Andorrese voetbalbeker

Winnaar (0):
Finalist (0):

## Eindklasseringen vanaf 2009
| 7 |

| 4 |

| 10 |

| ? |

| 5 |

| 2 |

| 11 |

| 1 |

| 8 |

| 8 |

| 11 |

| 8 |

| 4 |

| 4 |

| 2 |

| Primera Divisió | Segona Divisió |

CF Atlètic Amèrica ·
Atlètic Amèrica II ·
FC Santa Coloma-II ·
CE Carroi ·
UE Santa Coloma-II